# Kelli Giddish

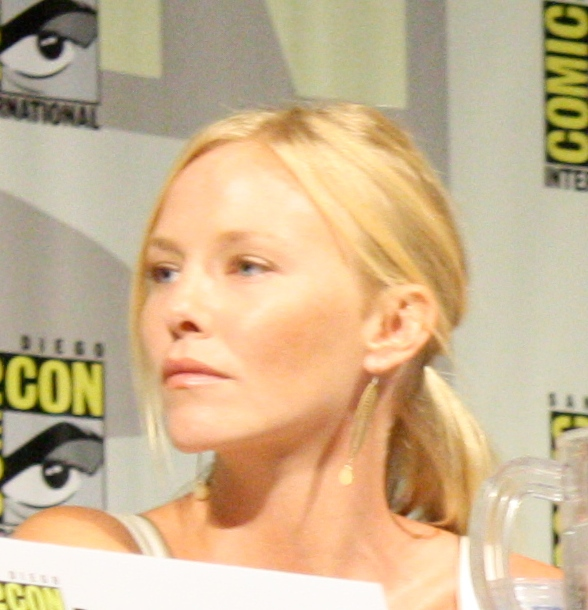
Kelli Giddish 2009

Kelli Giddish (* 13. April 1980 in Cumming, Georgia) ist eine US-amerikanische Schauspielerin.

## Leben und Karriere
Ihren ersten Fernsehauftritt hatte Giddish 2005 in der US-amerikanischen Seifenoper All My Children, wo sie erstmals als Diana „Di“ Henry zu sehen war. Giddish spielte die Rolle bis zu deren Ausscheiden aus der Serie Ende 2007. Es folgten Nebenrollen in einigen Filmen und Gastauftritte in mehreren Fernsehserien, darunter in Damages – Im Netz der Macht (2007) und in der US-Adaption der BBC-Serie Life on Mars – Gefangen in den 70ern (2009). Zwischen 2006 und 2007 spielte Giddish außerdem in der Webserie The Burg zwölf Folgen lang die Rolle der Courtney, einen weiteren Auftritt in der Serie hatte sie 2009.
2010 bekam die Schauspielerin gleich zwei Serienhauptrollen: Im Frühjahr des Jahres war sie in der Mystery-Kriminalserie Past Life als Psychologin Kate McGinn zu sehen, im Herbst 2010 spielte in der Polizeidramaserie Chase die Rolle von U.S. Marshal Annie Frost. Beide Serien wurden jedoch aufgrund schlechter Zuschauerzahlen bereits nach der ersten Staffel abgesetzt.
2011 war Giddish zunächst in einer kleinen Nebenrolle in der zweiten Staffel von Good Wife zu sehen, wo sie Sophia Russo, die Geliebte von Kalinda Sharma (Archie Panjabi), spielte. Die Figur hat in der ersten Folge der dritten Staffel einen Auftritt. Ursprünglich waren mehrere Auftritte geplant, die Giddish jedoch zugunsten einer anderen Rolle ablehnte:
In der dreizehnten Staffel der Kriminalserie Law & Order: Special Victims Unit übernahm die Schauspielerin eine Serienhauptrolle als Detective Amanda Rollins; die Staffel wird in den USA seit September 2011 ausgestrahlt. Bereits 2007 hatte Giddish einen Gastauftritt in der Serie, jedoch in einer anderen Rolle. 2012 spielte Giddish neben Gina Gershon, Val Kilmer und Ray Liotta eine der Hauptrollen in der Komödie Breathless – Immer Ärger mit Dale.
Kelli Giddish war von Juni 2015 bis 2018 verheiratet mit dem Geschäftsmann Lawrence Faulborn. Aus dieser Verbindung stammen zwei Söhne (* 2015 und 2018). Seit November 2021 ist sie wieder verheiratet.

## Filmografie (Auswahl)
- 2005: Witches of the Caribbean (Direct-to-Video)
- 2005–2007: All My Children (Fernsehserie, 112 Folgen)
- 2006: Walls (Kurzfilm)
- 2006–2009: The Burg (Webserie, 13 Folgen)
- 2007: Damages – Im Netz der Macht (Damages) (Fernsehserie, 2 Folgen)
- 2007: Criminal Intent – Verbrechen im Visier (Law & Order: Criminal Intent, Fernsehserie, Folge 7x05)
- 2007: The Good Wife
- 2007–2024: Law & Order: Special Victims Unit (Fernsehserie, 257 Episoden)
- 2008: Death in Love
- 2008: The Understudy
- 2008: All’s Faire (Fernsehserie)
- 2008: Without a Trace – Spurlos verschwunden (Without a Trace, Fernsehserie, Folge 7x05)
- 2009: Life on Mars (Fernsehserie, Folge 1x14)
- 2010: Past Life (Fernsehserie, 13 Folgen)
- 2010–2011: Chase (Fernsehserie, 18 Folgen)
- 2011, 2014: Good Wife (The Good Wife, Fernsehserie, 4 Folgen)
- 2012: Breathless – Immer Ärger mit Dale (Breathless)
- 2014: Chicago Fire (Fernsehserie, Folge 3x07)
- 2014–2015: Chicago P.D. (Fernsehserie, Folgen 1x06, 2x07, 2x20)
- 2022–2023: Law & Order: Organized Crime (Fernsehserie, 3x01, 3x05, 3x21, 3x22)
- 2022: Law & Order (Fernsehserie, 22x01)